# Ku Dzsacshol
Ku Dzsacshol (hangul: 구자철, handzsa: 具滋哲, RR: Koo Ja-cheol; Nonszan (Nonsan), 1989. február 27. –) dél-koreai válogatott labdarúgó, jelenleg az al-Gharafa középpályása.